# Рябова Євгенія Дмитрівна
Євгенія Дмитрівна Рябова (нар. 31 грудня 1923, Іжевськ) — українська художниця; член Спілки радянських художників України з 1958 року.

## Біографії
Народилася 31 грудня 1923 року в місті Іжевську (нині Удмуртія, Росія). 1950 року закінчила Харківський художній інститут, де навчалася у Йосипа Дайца, Григорія Бондаренка, Василя Мироненка.
Мешкає у місті Боярці в будинку на вулиці Бульварній, № 13, квартира № 98.

## Творчість
Працювала в галузі книжкової ілюстрації, книжкового оформлення та станкової графіки. Серед робіт:
- серія «Бориславські нафтові промисли» (1952);

ілюстрації
- до повісті «Школа» Аркадія Гайдара (літографії «В гімназії», «На даху в дозорі», «Прийом Голікова в партію»; Полтавський художній музей[2]);
- до роману «Нам спокій тільки сниться» Bадима Собка (1959, у співавторстві з В. Шевченком);
- до повісті «Честь» Григорія Мединського (1962);
- до поеми «Сліпа» Тараса Шевченка (1961);
- до вірша «І золотої, й дорогої» Тараса Шевченка (1963).